# Epping Forest
Pour les articles homonymes, voir Epping Forest (homonymie).

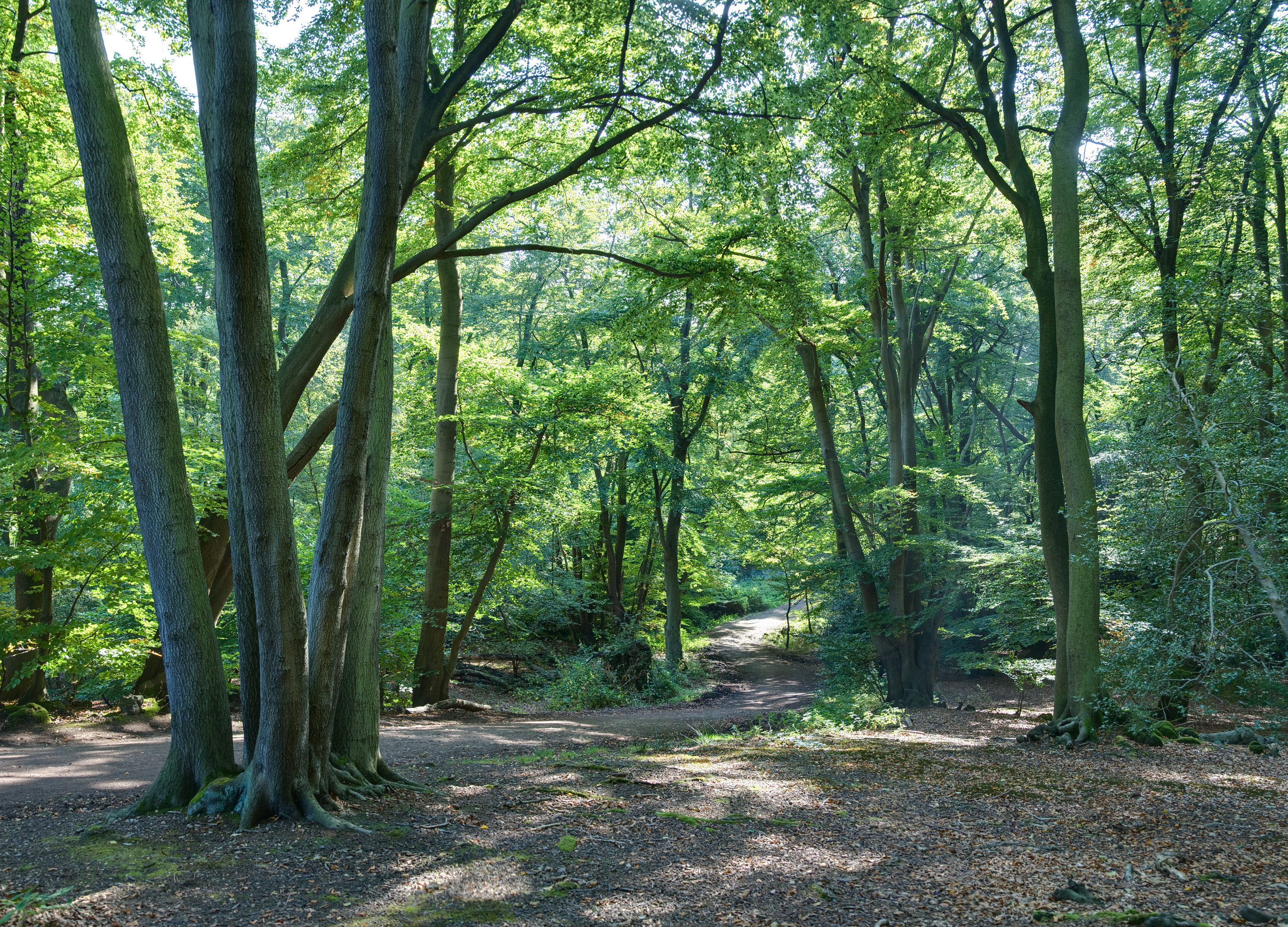
Forêt d'Epping, près de la ville d'Epping.

Epping Forest est une ancienne  forêt royale du sud-est de l'Angleterre, à cheval sur le nord-est du Grand Londres et le comté d'Essex. Elle a donné son nom au district d'Epping Forest, qui englobe une partie de la forêt et un certain nombre de villes et de villages, dont la ville d'Epping. Sa superficie est de 2 476 hectares.
Au XVIIIe siècle, la forêt a servi de repaire à des bandits de grand chemin qui détroussaient de riches amateurs de courses hippiques faisant le chemin entre Londres et Newmarket .
Depuis la fin du XXe siècle, la forêt est connue comme un lieu de meurtre ou de dépose où des meurtriers enterrent les corps de leurs victimes.

## Dans la culture populaire
- Epping Forest a notamment inspiré la chanson The Battle of Epping Forest de Genesis sur l'album Selling England by the Pound.